# Massacre de Pidjiguiti
Le massacre de Pidjiguiti (ou massacre de Pijiguiti) est un événement survenu le 3 août 1959 aux quais de Pidjiguiti du port de Bissau (en) à Bissau, en Guinée portugaise. Les dockers se sont mis en grève, cherchant à obtenir un salaire plus élevé, mais un responsable de la Polícia internacional e de defesa do estado (PIDE), la police d'État portugaise, a tiré sur la foule, tuant au moins 25 personnes. Le gouvernement a accusé le groupe révolutionnaire Parti africain pour l'indépendance de la Guinée et du Cap-Vert (PAIGC), arrêtant plusieurs de ses membres. L'incident a poussé le PAIGC à abandonner sa campagne de résistance non-violente, conduisant à la guerre d'indépendance de la Guinée-Bissau en 1963.

## Contexte
Dans les années 1950, le conglomérat portugais Companhia União Fabril (en) contrôlait une grande partie du commerce sur les quais de Pijiguiti via une filiale appelée Casa Gouveia. Bien que le gouvernement colonial portugais ait promulgué un certain nombre de réformes au cours de ces années pour essayer d'apaiser les sentiments anticoloniaux et indépendantistes croissants dans la région, les bas salaires et les mauvaises conditions de travail ont toujours servi de catalyseurs aux troubles sociaux.
La première grande grève des dockers des employés de Casa Gouveia a eu lieu le 6 mars 1956. À cette occasion, les forces de sécurité portugaises et la PIDE (police politique) ont reçu l'ordre de ne pas recourir à la force contre les grévistes, vraisemblablement pour éviter l'aggravation du conflit. Les ouvriers, réalisant ce développement, ont tenté de prendre les quais par la force, et des renforts de police étaient nécessaires. Des arrestations ont finalement eu lieu, mais l'épisode a laissé la police humiliée.
La grève de 1956 a globalement échoué et les salaires sont restés extrêmement bas. L'agitation croissante parmi les travailleurs du port était évidente même pour les hauts fonctionnaires coloniaux, y compris le sous-secrétaire d'État de l'armée Francisco da Costa Gomes qui a remarqué à la fin de 1958 qu'une révolte des dockers était probable et a conseillé au gouverneur d'accorder le revendications salariales des travailleurs dans l'intérêt de la stabilité. Ce conseil, cependant, n'a jamais été suivi.
Les préparatifs d'une nouvelle grève sont organisés à la fin du mois de juillet 1959, les travailleurs se réunissant sous les palmiers du quai pour discuter des détails. En effet, Amílcar Cabral a parfois qualifié l'incident de "massacre de Pijiguiti Quay".

## Massacre
Le 3 août au matin, les dockers devaient rencontrer Antonio Carreira, le directeur de Casa Gouveia, pour négocier leur augmentation de salaire. Ils avaient décidé à l'avance d'arrêter complètement de travailler à 3 heures de l'après-midi si leurs demandes n'étaient pas satisfaites. La réunion ne s'est pas révélée fructueuse et les travailleurs ont cessé leur travail comme prévu. Carreira a convoqué le PIDE qui est arrivé vers 4 heures et a demandé aux ouvriers de reprendre leur travail. Les grévistes ont refusé et se sont barricadés en fermant les portes du quai. Brandissant des rames et des harpons, les grévistes se sont armés pour dissuader la police de se précipiter.
La police, plutôt que de risquer la défaite au combat ouvert, a ouvert le feu sur les grévistes, lançant même des grenades. Les ouvriers n'avaient nulle part où courir et un certain nombre d'entre eux ont été tués en 5 minutes environ. Quelques-uns ont réussi à s'échapper par l'eau dans leurs propres bateaux, mais la majorité d'entre eux ont été poursuivis et arrêtés ou abattus dans l'eau. Entre 25 et 50 travailleurs sont morts sur les lieux, ainsi que de nombreux autres blessés.
La nouvelle du massacre s'est rapidement répandue et les membres du groupe révolutionnaire PAIGC sont arrivés rapidement sur les lieux. Le PAIGC était au courant des plans de grève et avait approuvé la manœuvre comme un acte de résistance civile contre le gouvernement colonial. Le PIDE a rapidement arrêté des membres du PAIGC, dont Carlos Correia. L'implication du PAIGC a donné aux autorités coloniales un bouc émissaire commode sur lequel porter la responsabilité des troubles.

## Conséquences
Les autorités ont accusé le PAIGC d'avoir fomenté le mécontentement parmi les travailleurs, et les partisans du parti ont dû repenser les stratégies à long terme pour atteindre leurs objectifs. En septembre 1959, Cabral et plusieurs membres du PAIGC se sont rencontrés à Bissau et ont décidé qu'une manifestation non-violente dans la ville n'apporterait pas de changement. Ils ont conclu que le seul espoir d'obtenir l'indépendance était la lutte armée. Ce fut le point initial d'une lutte armée de 11 ans (1963-1974) en Guinée portugaise qui opposa 10 000 soldats du PAIGC soutenus par le bloc soviétique à 35 000 troupes portugaises et africaines, et conduira finalement à l'indépendance du Cap-Vert et de toutes les colonies de l'Afrique portugaise après la révolution des Œillets de 1974 à Lisbonne.

## Commémoration
Le jour du massacre, le 3 août, est une journée publique de commémoration en Guinée-Bissau.
Près des quais, il y a maintenant un grand poing noir connu sous le nom de Main de Timba qui a été érigé en souvenir des personnes tuées.